# Korona Szálló (Máramarossziget)
A máramarosszigeti Korona Szálló műemlék épület Romániában, Máramaros megyében. A romániai műemlékek jegyzékében az MM-II-m-A-04718 sorszámon szerepel.